# Alan Frank Beardon
Alan Frank Beardon, né le 16 avril 1940, est un mathématicien britannique.

## Formation et carrière
Beardon obtient son doctorat à l'Imperial College de Londres en 1964, sous la direction de Walter Hayman. En 1970, il est nommé chargé de cours au Département de mathématiques pures et de statistique mathématique de l'Université de Cambridge, avec des promotions au poste de lecteur et de professeur jusqu'à sa retraite en 2007. Il est membre émérite du St. Catherine's College de Cambridge,.

## Travaux
- Creative Mathematics - The Gateway to Research, Cambridge University Press, 2009
- Algebra and Geometry, Cambridge University Press, 2005
- Limits: A New Approach to Real Analysis, Undergraduate Texts in Mathematics, Springer Verlag, 1997
- The geometry of discrete groups, Graduate Texts in Mathematics, Springer Verlag, 1983, 1995
- Iteration of rational functions. Complex analytical dynamical systems, Graduate Texts in Mathematics, Springer Verlag, 1991
- A Primer on Riemann Surfaces, Cambridge University Press, 1984
- Complex analysis: the argument principle in analysis and topology, Wiley, 1979